# گئورگی داسکالوف
گئورگی داسکالوف (بلغاری: Георги Даскалов؛ زادهٔ ۳ اوت ۱۹۸۱) بازیکن فوتبال اهل بلغارستان است.
از باشگاه‌هایی که در آن بازی کرده است می‌توان به باشگاه فوتبال ژتیسو، باشگاه فوتبال ایرتیش پاولودار، و باشگاه فوتبال آق‌تپه اشاره کرد.